# 芳野藤丸
芳野 藤丸（よしの ふじまる、1951年4月21日 - ）は、日本のミュージシャン。所属事務所はto Coda Music。北海道函館市出身。スタジオ・ミュージシャンとしてのキャリアも長く、「新世紀エヴァンゲリオン」等の楽曲演奏にも参加している。

## 人物・逸話
北海道函館市生まれ。 3歳の時からヴァイオリンをはじめ小学生の頃には、エルヴィス・プレスリー、リッキー・ネルソンなどのロックンロール音楽に親しむ。函館ラ・サール学園を卒業後、アメリカ合衆国西海岸を10ヶ月間放浪、帰国後大学に入学する。
1970年、大学入学と同時に上京、音楽サークル入部。ブリティッシュ・ロックに傾倒。学生仲間とバンド「WISH」を結成。赤坂のディスコ等で活動。学生バンドのレベルを超えるギターワークで加藤和彦に着目され、つのだ☆ひろに誘われてプロの世界へ。
1979年の『俺たちは天使だ!』の主題歌『男達のメロディー』は、芳野いわく「なげやりに歌った。そしたらそれがウケちゃって。大ヒットした途端、好きになりました」と語っている。
1985年、女優の石田えりと結婚する（1990年に離婚）。

## 経歴
1970年、大学仲間とバンド「WISH」を結成する（ギターは大学入学後から始める）。
1972年、つのだヒロ・スペースBANDにギタリストとして参加する。
1973年、ジョー山中、山内テツ等とセッション・バンドを結成。ロッド・スチュワート&FACESと日本武道館にて共演。同年藤丸BANDを結成。西城秀樹のサポート・バンドとして活動。MOON RECORDSによるプロフィールにはメンバーに稲垣次郎、大谷和夫、渡辺直樹がいたとある。
1975年、藤丸バンドとして、キングレコードよりアルバム『BGM』をリリース。レコーディング・メンバーは芳野（G）、金沢順一（Dr.元エモーション）、渡辺和義（B.）、中島正雄（Key.）の4人。 シングル「哀しみの舗道」リリース。 西城秀樹のツアーでハワイに行った際、カラパナよりギタリストとしてバンドへの誘いを受ける。  
1976年、キングレコードより企画アルバム『これがサルサだ!』をリリースする。
1978年、大谷和夫、長岡道夫、山木秀夫らとともに新バンド「One Line Band」を結成。ビクター音楽産業・Invitationよりアルバム『イエロー・マジック』をリリース。2017年にはUHQCDとしてリイシュー盤がリリースされた。
1979年2月、One Line Bandは日本テレビ系ドラマ「俺たちは天使だ!」の音楽担当に抜擢され、レコード会社をCBS・ソニーに移籍。メンバーとして新たにケーシー・ランキンが加入。バンド名をSHŌGUNに変更。4月 デビュー・シングル「男達のメロディー」をリリース。6月、1stアルバム『SHŌGUN』をリリース。8月、中野サンプラザにて1stコンサートを開催する。アメリカABCテレビで全米ネットワークされている老舗音楽番組「アメリカン・バンド・スタンド」に出演のため渡米。日本人として初めて同番組に出演、その模様は衛星生中継された。10月、日本テレビ「探偵物語」の音楽を担当し、シングル「バッド・シティ／ロンリー・マン」をリリース。松田優作演じる「工藤ちゃん」とともに心に刻まれた。12月、2ndアルバム「ローテーション」をリリース。 日本レコード・セールス大賞"グループ新人賞"を受賞した。
1980年2月、全国コンサートツアーを開始する。シングル「友よ、心に風があるか」をリリース。7月に3rdアルバム『You're The One』をリリースする。
1982年、サウンド&レコーディング・マガジン1982年8月号、ギター・マガジン1982年8月号にインタビューが掲載される。7月21日に1stソロ・アルバム『YOSHINO FUJIMAL』をリリース。ソロアルバムのサポート・メンバーである松下誠、渡辺直樹らとニュー・グループ「AB'S」を結成する。
1983年1月21日、1stアルバム『AB'S』をリリース。ギター・マガジン1983年2月号にインタビュー掲載。Player1983年3月号にインタビューが掲載される。3月22日渋谷公会堂にてAB'S 1stコンサート開催。5月25日、大阪バーボンハウスでAB'Sライブ。ロサンゼルスにてロベン・フォード、デイヴィッド・フォスターらをバックに、2ndソロ・アルバム「ロマンティック・ガイズ」を制作。ギター・マガジン1983年10月号にインタビューが掲載される。
1984年1月25日、ロンドンに渡り録音されたAB'S 2ndアルバム『AB'S-2』をリリース。1月31日 京都Big BangでAB'Sライブ。2月2日 渋谷ライブインでAB'Sライブ。ギター・マガジン1984年2月号にAB'Sインタビューが掲載される（芳野は写真のみ）。4月29日に渋谷公会堂でAB'Sライブが開催された。
1985年、再びロンドンにて録音、3rdアルバム『AB'S-3』をリリースする。
1988年、メンバーを一新し、4thアルバム『AB'S-4』をリリースする。
1997年、オリジナルメンバーでSHŌGUN再結成（パーカッション無し、ドラムは山木秀夫に代わりエリック・ゼイ）10月 シングル「バッド・シティ／ロンリー・マン」リリース。11月 シングル「スターティング・オール・オーヴァー・アゲイン」リリース。12月、17年ぶりの4thアルバム『NEW ALBUM』をリリースする。
1998年4月、再結成SHŌGUN、ケーシー・ランキン脱退により予定していたライブを中止。7月にはニューシングル「チャラ」をリリースする。
1999年4月、Playerにインタビューが掲載される。SHŌGUNが再始動。再び西城秀樹バンドのバンドマスターとして年間通してツアーサポートを行う。
2000年3月、SHŌGUN及びソロアルバム用に新曲レコーディング開始。4月30日 SHŌGUN新曲トラックダウン完了。5月、西城秀樹バイラモスツアーにて全国帯同。6月12日・13日に川井郁子のライブにアコースティック・ギターで参加。6月29日、川井郁子ラジオ公録ライブに参加（北海道）。7月、大阪のスリーピース・バンド「SIREN）」のプロデュース開始。西城秀樹バンドのバンマスとして年間通してツアーサポートを行う。
2001年11月、チャリティCD2枚プロデュース・編曲。ドイツ国際平和村支援チャリティCD 「旅の途中～ドイツより愛をこめて」「平和のハーモニー」。参加アーティストは桑名正博、西城秀樹、河村隆一他。12月25日 SHŌGUN ニューアルバム『SHŌGUN 2002」発売。12月、TBS「ザ・ベストテン」出演。12月31日 HEART AID ROCK FESTIVAL 01～02出演。西城秀樹バンドのバンマスとして年間通してツアーサポートを行う。
2002年、2月11日 SHŌGUN LIVE（日本武道館）ユネスコ加盟50周年記念　スーパーチャリティーライブ#1。2月22日・23日、西城秀樹ライブ（韓国）。2月24日 SHŌGUN Promotion Event（秋葉原）。4月2日、AB'Sオリジナルメンバーで再結成発表。4月4日 桑名正博&THE TRIPLE Xライブ出演（原宿）。4月6日 T.I.S アコースティックコーラスナイト出演（荻窪ルースター）。4月7日 桑名正博＆THE TRIPLE Xライブ出演（熊本）。桑名正博、THE TRIPLE Xに加入。12月　SHŌGUN　”2002"　をリリース。

## ディスコグラフィ

### 芳野藤丸名義

#### シングル
| 発売日         | 規格品番    | 面          | タイトル       | 作詞        | 作曲        | 編曲               |
| CBS・ソニー    | CBS・ソニー | CBS・ソニー | CBS・ソニー    | CBS・ソニー | CBS・ソニー | CBS・ソニー        |
| -------------- | ----------- | ----------- | -------------- | ----------- | ----------- | ------------------ |
| 1980年10月15日 | 07SH-887    | A           | 美しきライバル | 寒太郎      | 芳野藤丸    | 大谷和夫           |
| 1980年10月15日 | 07SH-887    | B           | 時の旅路       | 寒太郎      | 芳野藤丸    | 大谷和夫           |
| MOON RECORDS   |             |             |                |             |             |                    |
| 1983年         | MOON-709    | A           | 思い出の内側で | 吉田美奈子  | 芳野藤丸    | 芳野藤丸           |
| 1983年         | MOON-709    | B           | Who Are You?   | 小林和子    | 芳野藤丸    | 芳野藤丸・渡辺直樹 |

#### アルバム
| 発売日                   | レーベル                   | 規格               | 規格品番     | アルバム                 |
| MOON RECORDS             | MOON RECORDS               | MOON RECORDS       | MOON RECORDS | MOON RECORDS             |
| ------------------------ | -------------------------- | ------------------ | ------------ | ------------------------ |
| 1982年6月                | ALFA MOON RECORDS          | LP                 | MOON-28004   | YOSHINO FUJIMAL          |
| 1991年                   | MMG                        | CD                 | AMCM-4101    | YOSHINO FUJIMAL          |
| 2001年2月21日            | イーストウエスト・ジャパン | CD                 | AMCM-4518    | YOSHINO FUJIMAL          |
| 2012年9月26日            | マスクラット・レコード     | SHM-CD（紙ジャケ） | RATCD-4337   | YOSHINO FUJIMAL          |
| 1983年7月                | ALFA MOON Records          | LP                 | MOON-28013   | ROMANTIC GUYS            |
| 1991年                   | MMG                        | CD                 | AMCM-4102    | ROMANTIC GUYS            |
| 2001年02月21日           | イーストウエスト・ジャパン | CD                 | AMCM-4519    | ROMANTIC GUYS            |
| 2012年9月26日            | マスクラット・レコード     | SHM-CD（紙ジャケ） | RATCD-4338   | ROMANTIC GUYS            |
| Chozen Music Corporation |                            |                    |              |                          |
| 2007年8月22日            | Chozen Music Corporation   | CD                 | CHOZ-0001    | LONELY MAN IN A BAD CITY |
| ベルウッド・レコード     |                            |                    |              |                          |
| 2015年11月11日           | ベルウッド・レコード       | CD                 | BZCS-1127    | Over The Legend          |
| DREAMWEAVER INC.         |                            |                    |              |                          |
| 2018年10月24日           | DREAMWEAVER INC.           | CD                 | XQGF-1011    | What's up?               |
| キャピタルヴィレッジ     |                            |                    |              |                          |
| 2022年9月7日             | キャピタルヴィレッジ       | CD                 | CVOV-10072   | 50/50 Fifty-Fifty        |

## 提供曲
- 荒木由美子「WORLD CONFUSION」
- 一世風靡セピア「汚れっちまった悲しみに」「幾時代ありまして」
- 石川ひとみ「夢番地一丁目」「セシルの部屋」
- 岩崎良美「赤と黒」「涼風」「あなた色のマノン」
- 大西結花「DANCING CHERRY」
- 甲斐智枝美「マーマレード気分」
- 川崎麻世「さすらいの英雄」
- 岸本加世子「さみしさ比べ」
- 木之元亮「都会の潮騒」
- 草刈正雄「デューク」
- 西城秀樹「おぼえているかい」「Love Is Beautiful」「愛のバラード」「東京スカイ・ラウンジ」「バリエーション」「カモン・ベイビー」「心の扉」「HALATION」「BEAUTIFUL RHAPSODY」「TELEVISION」「愛を求めて」
- 桜田淳子「台（せりふ）詞」
- 斉藤さおり「チェイン・スモーク」「HEARTACHE KLAXON」
- 高田みづえ「Mr.ハッピネス」「恋はプリズム」「回転木馬」
- 田中美佐子「20分40分天使がとんだ」
- 寺尾友美「思うまま-Out of Love-」
- テレサ・テン「ジャスミン慕情」
- 鳥越マリ「ミモザでカンパイ」
- 内藤やす子「こころ乱して運命かえて」「わたしを棄てたらこわいよ」
- 中原理恵「ティファナ・ブラス」「Sour Tonight」
- 中森明菜「ダウンタウンすと～り～」「傷だらけのラブ」
- 西田敏行「風に抱かれて」
- 松田優作「白昼夢」「UPWARD MORE」「壁」
- 松原みき「Fancy Free」
- 松本友里「ラグビーは嫌い」
- 三田寛子「何故ですか」
- 三田村邦彦「ハートライト…すべて君のために」「雨上がりの夜明け」「丘」「ローズブラウンの夜に」
- 森尾由美「MISS MISS GOOD-BYE」
- もんたよしのり with 大橋純子「夏女ソニア」
- やしきたかじん「惚れた弱み」
- 山口百恵「ギャルソン・アミ」「猫が見ている」「NAVY HILL」「Jigsaw Puzzle」
- 山本奈津子「八月の不安」「くちびるスキャンダル」
- 山本理沙「IN」
- りりィ「夢のエレメント ～勇者達への鎮魂歌～」
- 沢田知可子「会いたい」（編曲。詳細はリンク参照）

## 演奏参加
- 木綿のハンカチーフ（作曲・編曲：筒美京平）[2]
- いちご白書をもう一度（作曲：荒井由実／編曲：瀬尾一三）
- ファースト・デイト（作曲：竹内まりや／編曲：萩田光雄）
- 天城越え（作曲：弦哲也）[2]
- 冬の旅人（作曲・編曲：久石譲）
- 君だけを見ていた（作曲・編曲：久石譲）
- 必殺! The Hissatsu Sound（作曲：平尾昌晃／編曲：あかのたちお）
- シャム猫 -ファーストミッション-
- 新世紀エヴァンゲリオン（作曲：鷺巣詩郎）
- ヱヴァンゲリヲン新劇場版（作曲：鷺巣詩郎）
- Blacknight - UCCコーヒーのCM[2]
- Well - チューリップの1989年のアルバム。ただし、同年のライブ及びライブアルバムには芳野に代わって元メンバーの安部俊幸がゲストとして参加した

## ユニット参加
- THE BRIDGE
  - FUJI YOSHINOのクレジットでイギリスのニコ・ラムズデン（元Boys Don't Cry）とのコラボレーション。ボーカル・ギター・シンセサイザーの打ち込みを担当、3曲を提供。80年代のエレクトロ・ポップを踏襲したこれまでの芳野とは一味違うダンサブルな楽曲に仕上げた。CBS・ソニーより「Burning The Bridge」が1988年にヨーロッパ8ヶ国で先行発売され、1989年4月に日本でもリリースされた。

## プロデュース
- DiceK 4オクターブの声を持つ沖永良部島2世の実力派シンガー
- 麻莉奈
- nada DiceKとKensakuからなる琉球テイストのJ-POPユニット
- 岡花ただひで HiDe 「Égoïsme」

## 関連書籍
- DU BOOKS『芳野藤丸自伝　Lonely Man In The Bad City』（芳野藤丸 著）2017年 ISBN 978-4-86647-028-3